# Raoef Mamedov

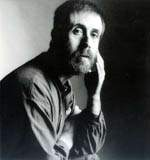
Raoef Mamedov

Raoef Mamedov (Gəncə, 26 januari 1956), ook wel Rauf Mamedov genoemd,  is een Azerbeidzjaans regisseur en kunstenaar.

## Biografie
Mamedov was de zoon van Firuddin Mamedov, dierenarts en zoon van een Azerbeidzjaanse landheer, en Tamara Gassanova, laborante in een epidemiologisch onderzoekscentrum. In 1973 begon hij zijn studie aan de Landbouwkundige Academie van Azerbeidzjan. In zijn tweede studiejaar werd hij opgeroepen voor militaire dienst bij het Sovjetleger. Na zijn militaire dienst werkte hij van 1976 tot 1980 aanvankelijk als slotenmaker, later als chauffeur en daarna als hulpverlener in een psychiatrische inrichting. In 1980 begon hij zijn studie aan de regie-afdeling van de Staats-filmacademie (Gerasimov-Instituut), die hij afsloot in 1985. Vanaf dat jaar werkt hij als regisseur in Moskou. Momenteel werkt hij als regisseur bij de Centrale Televisie en leidt hij de Masterclass Regie aan de Staatsacademie voor Televisie en Radio te Moskou.

## Filmografie
Mamedov regisseerde volgende kunstfilms:
- Het eiland van de ondergegane schepen, in samenwerking met E.Ginzboerg
- LENFILM (won de Zilveren Roos op het internationale filmfestival in Montreux)
- De Maagd van Rouan, bijgenaamd boule de suif, in samenwerking met E.Ginzboerg, CT
- In deze musicalfilm heeft de Nederlander Rob van der Eng geacteerd, gedanst en alle choreografieën verzorgd.
- EKRAN (won eveneens de Zilveren Roos op het internationale film-festival te Montreux)

Tevens regisseerde hij onder meer volgende films en documentaires: 
- Een zaterdag in Riga
- Alexander Koerljandski
- Kommentaren op het Algemeen Bekende
- Unie van Ex-republieken (beeld van de 15 Sovjet-republieken in 15 afleveringen)
- Thuiskomst (cyclus van films)

## Overige werkzaamheden
- 1998
  - Tentoonstelling "Het Laatste Avondmaal", nieuw-testamentische scènes in fotografische bewerking in Galerie Lilja Zakirova, Heusden a/d Maas, Nederland
- 1999
  - Tentoonstelling in Bijbels Museum, Amsterdam, Nederland
  - Tentoonstelling "Het Laatste Avondmaal" in de KunstRAI te Amsterdam en in Galerie Lilja Zakirova,
  - Presentatie op de kunstbeurs Art Basel 30, Bazel, Zwitserland
- 2000
  - Tentoonstelling "Adam en Eva" in de KunstRAI te Amsterdam en in Galerie Lilja Zakirova,
  - Participatie aan de tentoonstelling "Jezus in de Gouden Eeuw" in de Kunsthal te Rotterdam
  - Deelname aan Art Forum te Berlijn
- 2001
  - Participatie aan de tentoonstelling "Between Earth & Heaven" in PMMK te Oostende
  - Participatie aan de tentoonstelling "Jerusalem 2001" in Museum of Israel, Jerusalem, Israel
- 2002
  - Deelname aan de tentoonstelling “Comer o no comer”, Salamanca, Spanje
  - Presentatie op “Corpus Christi”, Hôtel de Sully, Parijs, Frankrijk
- 2003
  - Presentatie op de Armory Show, New York, USA, door Aidan Gallery
  - Tentoonstelling in de Domkerk, Utrecht
  - Deelname aan de beurs Art Frankfurt, Duitsland
  - Tentoonstelling in Museum of Israel, Jerusalem, Israel
- 2004
  - Tentoonstelling “Het spel op de vensterbank” in Galerie Lilja Zakirova
  - Presentatie “Het spel op de vensterbank” op de Armory Show, New York, USA, door Aidan Gallery
  - Presentatie “Adam and Eve”, op de FIAC te Parijs door Aidan Gallery
- 2005
  - Presentatie “Het spel op de vensterbank” door Galerie Lilja Zakirova op Realisme 05, Amsterdam, Nederland
  - “Pieta”,  Aidan Gallery, Moscow, Russia
- 2006
  - “Exodus nr. 1. SchizoAdam”, “Het spel op de vensterbank”, “Het Laatste Avondmaal”. Zeven Bijbelse scenes in twaalf foto‘s. Bruce Silverstein Gallery, New York, USA
  - Presentatie“Pieta” op FIAC, Paris by Aidan Gallery
  - Participatie aan “De mens, verhaal van een wonde”, S.M.A.K., Gent, Belgium
  - Revelation Uppenbar(a)t) – Kulturhuset Stockholm, Stockholm
  - Corpus Christi. Christusdarstellungen in der Fotografie - Kunsthalle Krems, Krems
- 2007
  - “Supper at Emmaus”, Aidan Gallery, Moscow, Russia
  - Presentatie “Supper at Emmaus” op FIAC, Paris by Aidan Gallery
- 2008
  - Moscow World Fine Art Fair, Exhibition Hall Manege. Moscow, Rusland
- 2010
  - Presentatie van “Silence of Maria”, Armory Show, New York, USA, door Aidan Gallery
  - Simulacres et parodies - Le Chateau d'Eau, Toulouse
  - Solotentoonstelling “The Silence of Maria”, in Galerie Lilja Zakirova, Heusden a/d Maas, Nederland
- 2011
  - Museum of Modern Art in Moscow – “Silentium”, exhibition of all projects (1998 to 2010)
  - Novy Museum in St. Petersburg – “Silentium”, exhibition of all projects (1998 to 2010)